# گریتر لنداوور (مریلند)
گریتر لنداوور (به انگلیسی: Greater Landover) یک منطقهٔ مسکونی در ایالات متحده آمریکا است که در مریلند واقع شده‌است. گریتر لنداوور ۱۰٫۷ کیلومتر مربع مساحت و ۲۲٬۹۰۰ نفر جمعیت دارد.